# Alexandre Artus
Alexandre Artus, nascut Jean Jacques François Pierre Alexandre Artus (Perpinyà, Rosselló, 27 de novembre de 1821 - Saint-Maur-des-Fossés, Sena, 9 d'agost de 1911) va ser un director d'orquestra i compositor de música clàssica nord-català.

## Biografia
Alexandre Artus era fill de Joseph Pierre Artus (1791-1864) i Marie Angélique Salvo (1793-1864), ambdós també originaris de Perpinyà. El seu pare tocava la viola i el seu germà petit Amédée Artus, també director d'orquestra i compositor.
Compositor de música escènica i d'opereta, va ser subdirector i després director de l'orquestra del Théâtre de l'Ambigu que va deixar en 1863 per desavinences amb el director, i de 1885 fins a la seva mort fou director de l'orquestra del Théâtre du Châtelet. És conegut per haver compost la música de la peça de teatre de Jules Verne, Miquel Strogoff (1881), adaptada del conte
És sebollit al cementiri del Père-Lachaise.

## Obres
- L'Étoile du berger Chasse, arrangée en pas redoublé pour fanfare, 1851
- Les Chevaliers du brouillard, quadrille anglo-français, avec Amédée Artus, 1857
- Les Viveurs de Paris, 1857
  - Chanson
  - Polka pour piano
  - Quadrille pour piano
- Faust, spectacle, chorégraphie de Léon Espinosa, 1858
- Fanfan-la-Tulipe, quadrille pour piano, 1858
- Les Fugitifs, quadrille pour piano, 1858
- Le Martyre du cœur, 1858
- Fanfan-la-Tulipe, polka pour piano, 1859
- Le Maitre d'école, quadrille pour piano, 1859
- Polka du roi de carreau, pour piano, 1859
- La Voie sacrée, ou les Étapes de la gloire, drame militaire en cinq actes et 12 tableaux, d'Eugène Woestyn, Ernest Bourget et Hector Crémieux, musique, 1859
- Le Pied de mouton, spectacle, 1860
- La Dame de Monsoreau, drame d'Alexandre Dumas et Auguste Maquet, 1860
  - Marche de la procession pour fanfare
  - Polka mazurka
  - Quadrille
- Le Marchand de coco, polka pour piano, 1860
- La Sirène de Paris, ronde chantée dans le drame de Eugène Grangé et Xavier de Montépin, 1860
- Le Monstre et le Magicien, couplets des Gitanos, paroles de Ferdinand Dugué et quadrille pour piano, 1861
- Violette, polka mazurka pour piano, 1861
- Les Beaux Messieurs de Bois-Doré, quadrille pour piano, 1862
- La Bouquetière des Innocents, quadrille pour piano, 1862
- Cadet-Roussel, quadrille pour piano, 1862
- Les Hirondelles, ou pi pi pi pi pi pi ouit, 1862
- Louise, polka, 1862
- Les Mystères du Temple, polka pour piano et quadrille, 1862
- François Les-bas-bleus, quadrille pour piano, 1863
- Les Hirondelles de Paris, Zoude, paroles de Eugène Moreau et Jules Dornay, 1863
- La Poissarde !, quadrille pour piano, 1863
- Le Retour du soldat, cantate de Mélanie Waldor, 1863
- Rocambole (de l'Ambigu), quadrille, 1865
- La Voleuse d'enfants, ronde des chauves-souris, 1865
- Cric-crac tintamarre, ronde chantée dans Rocambole, paroles de Anicet Bourgeois, 1866
- Les Bibelots du diable, valse des sultanes, piano, 1874
- Les Muscadins, quadrille, piano ou orchestre, 1875
- Les Rendez-vous de chasses, pas redoublé, 1875
- C'est du toc et de l'occase, ronde parisienne, paroles de Lucien Gothi et V. Courtès, 1876
- Champagne ! En avant !, piano ou orchestre, quadrille joué dans Le régiment de Champagne, 1877
- Chanson du régiment de Champagne, paroles de Jules Claretie, 1877
- Les Scaphandres, fantaisie, 1877
- La Marmite, chanson du timonier, chantée dans la centième d'Hamlet, paroles de Théodore Barrière, 1877
- Thérésa, polka, motifs sur la pièce des Sept châteaux du diable, 1877
- Rothomago-fanfare, piano ou orchestre, 1878
- Fantaisie sur des motifs du drame « Au fond de la mer », 1878
- Miranda, valse, 1878
- Marche de la caravane de la vénus noire, spectacle, piano, 1879
- Léo, valse pour piano exécutée dans Les Pirates de la savane, 1879
- Rondes enfantines, fantaisie sur des motifs populaires, pour piano, 1879
- Rondes et refrains populaires, ouverture pot-pourri, 1879
- Michel Strogoff de Jules Verne, 1881
  - Retraite russe et Marche de cavalerie, piano ou orchestre
  - Marche triomphale, piano ou orchestre
  - Quadrille, piano ou orchestre
  - Marche des trompettes
  - Sonneries et batteries d'ordonnance, suivies de 12 pas redoublés nouveaux, pour clairons et tambours
- Les Mille et Une Nuits d'Adolphe d'Ennery et Paul Ferrier, 1882
  - Alchimiste-polka, piano ou orchestre
  - Quadrille, piano ou orchestre
  - Dinarzade, piano ou orchestre
  - Shéérazade, piano ou orchestre
  - Fanfare pour 4 trompettes
- Quadrille américain, piano ou orchestre, 1882
- Madame Thérèse, marche des trompettes, piano, 1883
- Le Bataillon de la Sarre, pas redoublé, arrangé par Victor Gentil fils, pour orchestre à vents, 1883
- Éden Théâtre, pas redoublé pour musique militaire ou fanfare, 1883
- Marche de Cléopâtre, arrangée pour musique militaire ou fanfare, 1883
- De Crac-polka, piano ou orchestre, danse, 1886
- Marche indienne du Rajah, piano ou orchestre, 1886
- Valse des bayadères, piano ou orchestre, 1886
- Valse des bergers, piano ou orchestre, 1887
- Les Beaux Messieurs de Bois-doré, spectacle, 1887
- Tout-Paris, piano ou orchestre, 1891
- Hymne russe, musique militaire ou fanfare, 1891
- Conseil à nos amis, paroles de Libert, mis en musique avec accompagnement de Lyre ou guitare, non datée
- Souvenir de Biarritz, quadrille, non datée